# Chiesa di Sant'Antonio Abate (Valbrenta)
La chiesa arcipretale di Sant'Antonio Abate è la parrocchiale di Valstagna, già comune autonomo ed ora frazione del comune sparso di Valbrenta, in provincia di Vicenza e diocesi di Padova; fa parte del vicariato di Valstagna-Fonzaso.

## Storia
In origine la zona di Valstagna ricadeva nella giurisdizione della pieve di Valle San Floriano; se ne affrancò nel 1115, quando l'antica chiesa di San Biagio fu elevata al rango di parrocchiale. Nel 1227 la chiesa passò sotto l'influenza del monastero di Campese.

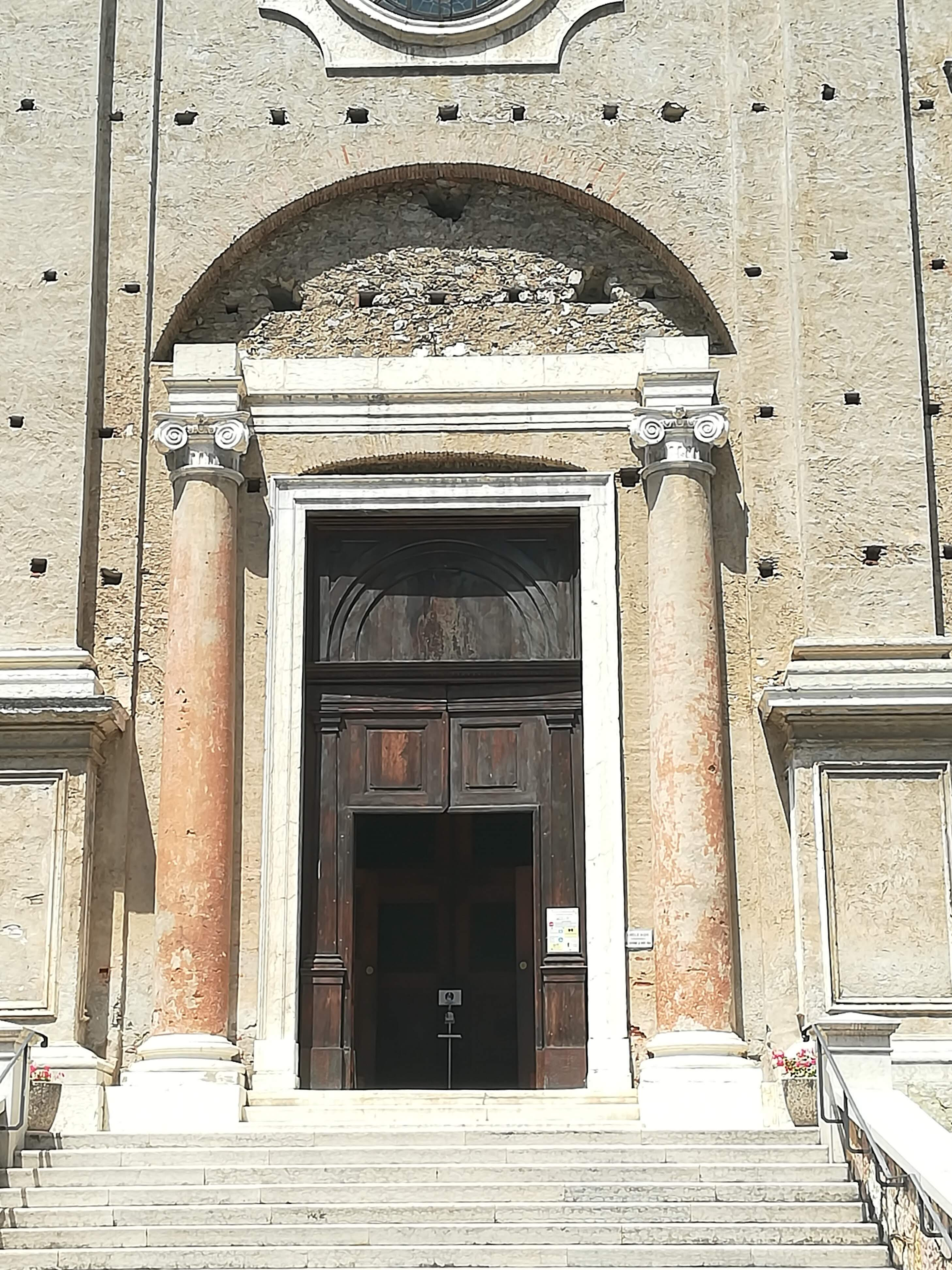
Il portale

La primitiva cappella di Sant'Antonio Abate era invece una chiesa confraternale dipendente dalla pieve di Oliero e poteva sostenersi grazie alle rendite derivanti da una piccola cava di alabastro.
Tale chiesetta venne successivamente sostituita da una nuova, su iniziativa della gente locale e con la presenza del vescovo Pietro Barozzi fu edificata tra il 1494 e il 1515 anno in cui fu consacrata, di conseguenza nel 1552 fu eretta a chiesa parrocchiale autonoma.
La prima pietra dell'attuale parrocchiale venne posta nel 1757; i lavori di costruzione furono portati a termine nel 1764. La chiesa venne consacrata nel 1861 e nel 1870 le fu conferito il titolo di arcipretale.

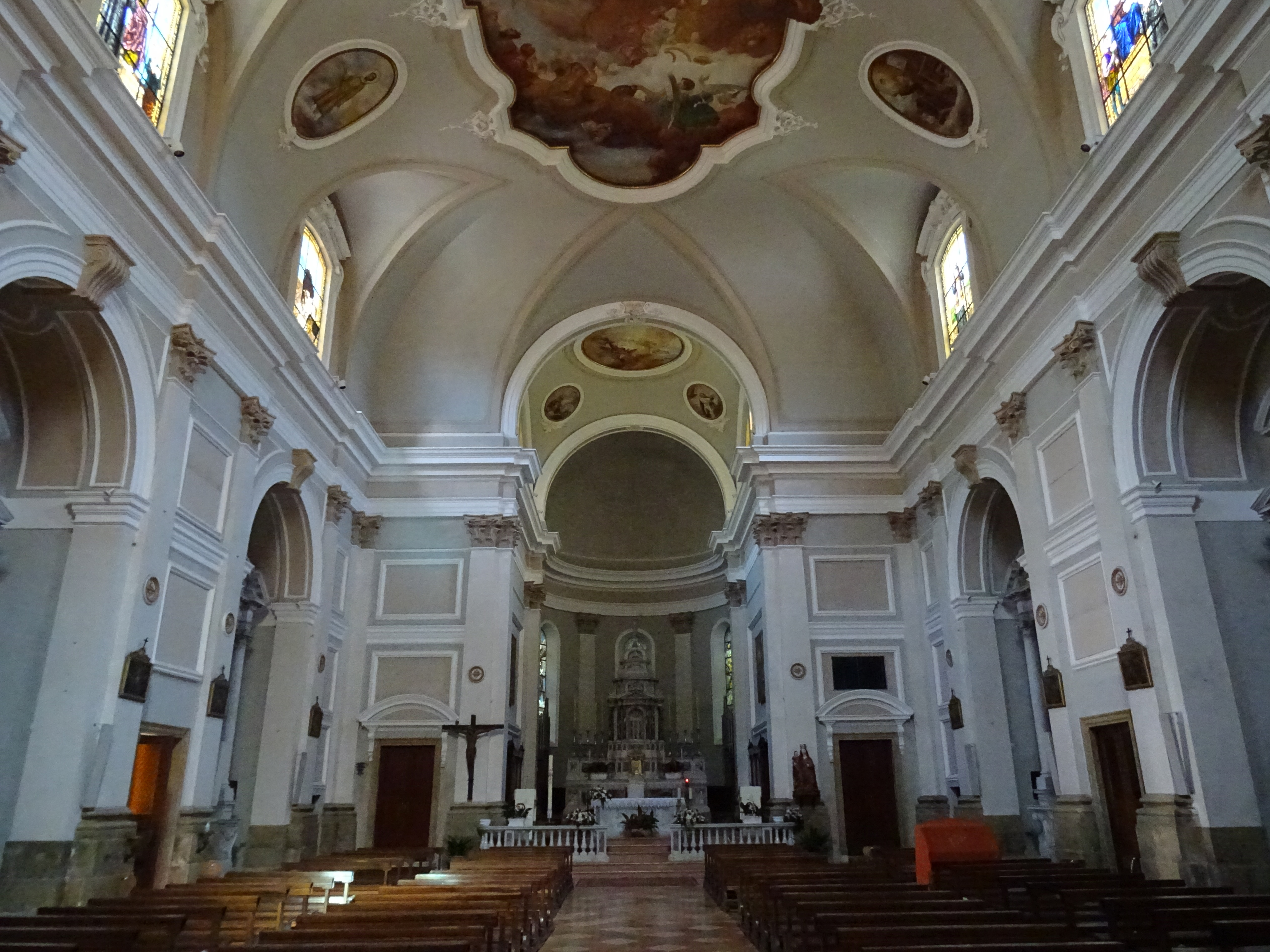
Interno

Durante la prima guerra mondiale la struttura subì gravissimi danni e, una volta terminato il conflitto, nel 1919 dovette essere sottoposta ad un radicale intervento di ripristino.
Nel gennaio del 2008 una parte del soffitto della chiesa crollò e pertanto fu risistemato a partire dal 2009.

## Descrizione
Opere di pregio conservate all'interno della chiesa, la quale è in stile rinascimentale veneziano, sono la tela avente come soggetto la Natività della Beata Vergine Maria, eseguita nel 1530 da Jacopo e Francesco Da Ponte, la pala in legno ritraente la Crocifissione, realizzata da Marco Michelin da Valstagna, e la pala della Deposizione di Cristo, dipinta forse da Palma il Giovane.
Nel campanile è alloggiato un concerto di 5 campane in Mi3 (Mi3, Fa#3, Sol#3, La3, Si3) elettrificate alla veronese. 1^, 3^ e 4^ sono opera della fonderia Colbachini di Bassano del Grappa (VI) (1^ del 1931, 3^ del 1815 e 4^ del 1816). Anche la piccola è opera di Colbachini, ma la ditta è quella padovana, anno 1980. La 2^ è invece della fonderia De Poli di Vittorio Veneto (TV) anno 1939. Sono disposte in 2 celle: le maggiori in quella inferiore e le 3 minori in quella superiore.